# 异梗韭
异梗韭（学名：Allium heteronema）是葱科葱属的植物，为中国的特有植物。分布在中国大陆的四川等地，生长于海拔2,300米的地区，多生于草坡，目前已由人工引种栽培。